# 임달식
임달식(林達植, 1963년 10월 9일 ~ )은 대한민국의 전 농구선수다. 휘문고등학교와 고려대학교를 졸업하고 실업 팀 현대전자 농구단에서 선수로 뛰었다. WKBL 팀 안산 신한은행 에스버드의 전 감독이다.

## 경력
- 1983년 휘문고등학교 졸업
- 1983년 - 1987년 고려대학교 농구 선수.
- 1987년 - 1992년 현대전자 농구단 선수.
- 2001년 - 2007년 조선대학교 농구부 감독.
- 2004년 스탄코비치컵 농구 국가대표팀 코치.
- 2007년 8월 ~ 2014년 4월 안산 신한은행 에스버드 감독.
- 2010년 아시안 게임 여자 농구 국가대표팀 감독.
- 2016년 4월 ~ 8월 중국 산시 신루이 감독.

## 개요
한때 삶의 밑바닥까지 갔지만, 극적으로 재기해서 여자농구계에서 무적 전설을 쓰면서 일약 명장의 반열에 오른 인물.

## 에피소드
- 현대전자 팀의 가드로 활약하던 시절인 1990-1991 농구대잔치 결승전에서 당시 기아산업의 선수로 뛰던 허재와 주먹다짐을 벌여 "1년 자격 정지"라는 중징계를 받았다. 허재는 6개월 자격 정지 징계를 받았다. 나중에 둘 다 절반씩 징계가 완화되어 6개월 만에 코트에 복귀했다.

- 만 30세도 되기 전인 1992년 시즌 도중 현역에서 은퇴했다. 이후 골프계로 뛰어들어 2년 반 만에 한국프로골프협회(KPGA) 세미 프로 자격증을 따냈다. 1997년부터는 서울 강남에서 한정식집을 운영했고, 이후 2001년 조선대학교 농구부 감독으로 옮기기 전까지 레슨 프로를 하기도 했다.

- 고려대학교 시절 스승인 박한 현 대학농구연맹회장의 추천으로 2001년 조선대학교 농구부의 감독으로 부임한 뒤 2부 리그에 있던 조선대학교를 2004년에 1부로 끌어올렸는데 같은 해 전국체전에서 준우승을 차지하며 `조선대 신화'를 이룩했다. 또 팀 사상 처음으로 남정수와 최고봉 등 2명을 프로 농구 팀에 입단시키는 등 조선대학교 돌풍을 이끌었다.

- 안산 신한은행 에스버드는 2007년 8월 21일에는 전임 이영주 감독의 사임 후 신임 감독을 공모한 결과 임달식 조선대학교 감독과 일본 여자 농구 팀 샹송화장품 감독 출신으로 국가대표 코치를 역임한 이옥자 씨, 김남기 전 연세대학교 감독, 정태균 전 삼성생명 감독 등 최종 물망에 오른 4명 가운데 임달식 감독을 선임하였다고 발표했다.

- 2007년 8월 21일 안산 신한은행 에스버드 감독을 맡은 뒤 팀 전력의 핵심인 정선민과 불화설을 겪었다.

- 2011년 4월 1일 구리 KDB생명 위너스를 물리치고 5시즌 연속 통합 우승을 차지했다.

- 2013 - 2014 시즌 결승전에서 한때 코치로 함께했던 위성우가 이끄는 춘천 우리은행 한새에 1승 3패로 패해 준우승에 그친 이후로 안산 신한은행 에스버드의 감독직에서 스스로 물러났다. 이후 미국으로 건너가 지도자 연수를 받고 있다.